# Vigneux-sur-Seine
Vigneux-sur-Seine é uma comuna francesa localizada a dezenove quilômetros a sudeste de Paris, no departamento de Essonne na região da Ilha de França. É a sede do cantão de Vigneux-sur-Seine.
Situada no antigo leito do Sena, ocupada desde o Neolítico pelos Homens, a comuna permaneceu até o século XIX uma aldeia agrícola, primeiro dependente dos capítulos de Paris e depois de ricos proprietários de terras, pontilhadas com castelos desde o século XIV. Vigneux-sur-Seine conheceu uma revolução com a exploração das pedreiras de areia, levando ao desenvolvimento de um porto e depois da ferrovia, em 1863. Rapidamente loteada, primeiro pelos Castores, seguido pelos escritórios HLM durante a segunda metade do século XX, é, no início do século XXI, uma comuna majoritariamente residencial, em busca de renovação urbana.
Seus habitantes são chamados de Vigneusiens.

## Toponímia
O nome da cidade é mencionado desde o século VI na forma latina Vicus Novus.
É, como indicado pelas formas mais antigas, uma "vicus" nova, isto é, uma "cidade nova". O composto *VICU NOVU > *Vicneuf corresponde aos tipos toponímicos Neuvic, Neuvicq, que tem a fórmula - adjetivo + apelativo - é inverso (o mesmo que Bourgneuf / Neufbourg, le Neubourg). A forma atual se explica pela sonorização de [k] (c) em [g] antes de [n] : *Vicneuf > Vigneu(f), depois coalescência [vignø] > [viɲø]. Há uma provável homonimia com Vinneuf (Yonne, Vinnovum no século IX), apenas conhecida por uma forma posterior, onde o [k] (c) é já mudo. Por outro lado, os homófonos do tipo Vigneux ou Vignieu são dos antigos Vinietum, Viniacum, com base no nome latino da vinha, vinea.
A comuna foi criada em 1793 com o simples nome de Vigneux, a menção do rio Sena foi adicionado em 1910.

## História

### As origens
A presença do menir chamado Pierre à Mousseau e de vestígios de armas e ferramentas de sílex esculpido certifica a presença humana no território da comuna a partir do neolítico. Os copos e fundos de pratos da Idade do ferro autentificam a persistência da ocupação tais como as ruínas dos muros, ferramentas e vasos datando do início da era cristã.

### Capítulos de Paris e castelos

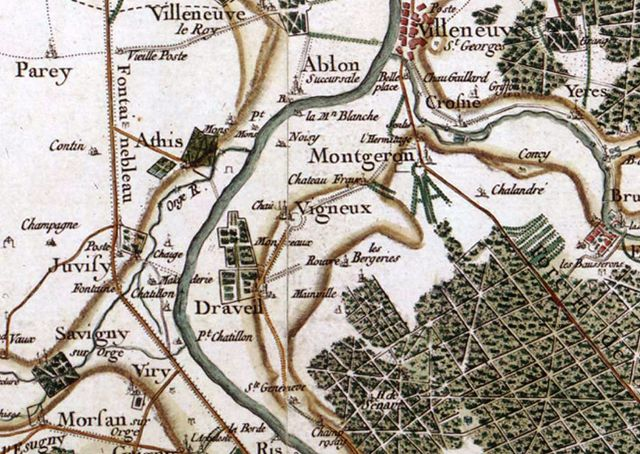
Mapa da área de Vigneux no século XVII por Cassini

Desde o século VI, a terra de Vigneux era dependente do capítulo da catedral de Notre-Dame de Paris. Desde o século XII, foi a abadia de Saint-Victor de Paris, que foi o proprietário até a Revolução Francesa. Bordada pelo Sena, a vila vinícola foi vítima das invasões viquingues no século IX e durante a Guerra dos Cem Anos. No século XII foi construída a primeira igreja paroquial em substituição de uma precedente capela. Em 1304, Jehan de Chateaufestu adquiriu uma parte do território local.
Nos séculos XIV e XV foram construídos vários castelos, incluindo o château Frayé, o château de Vigneux, o château des Bergeries e o château de Rouvres, feudo cuja existência é atestada desde o século XIV, propriedade sucessiva das famílias de Caumartin (século XVII), Collande (século XVIII) depois, no século XIX, os banqueiros parisienses Mirabel-Chambaud e Cahen d’Anvers. No século XVII, o porto de Courcel permitia o uso de uma balsa para atravessar o rio antes da construção da barragem de Ablon. Entre 1760 e 1780 foi estabelecido o lago e as folies do château Frayé.

### Revolução Industrial e crescimento
A indústria nascente na região parisiense, apoiada pela presença do porto de comércio, permitiu a mutação da comuna com a plantação de amoreiras para a sericicultura em 1826 e a construção de uma usina de açúcar explorando o açúcar da beterraba em 1836.
Entre 1841 e, de 1863, foi aberta a halte de Draveil - Vigneux na linha Villeneuve-Saint-Georges - Montargis e a partir de 1870 começou a extração de areia na beira do rio. Esta indústria nascente e o acesso rápido à capital permitiu à comuna a crescer rapidamente, levando à construção da prefeitura em 1880, a agência do Correio em 1890, a implantação do cemitério em 1906, a construção da igreja de 1909 e a edificação da halle do mercado, em 1911. A partir de 1906, a Société des Sablières de la Seine  explorou o subsolo, mas em 1908 ela foi confrontada com a greve de Draveil-Villeneuve-Saint-Georges. Em 2 de junho de 1908, confrontos entre manifestantes e forças de ordem em Auberge fleurie fizeram dois mortos e dez feridos. Em 3 de janeiro de 1910, a comuna recebeu o nome de Vigneux-sur-Seine. Em 1932, foi construída a capela de Notre-Dame-des Sables, reconstruída em 1999.
A prosperidade do período entreguerras permitiu o loteamento de vastos domínios senhoriais. Durante a Segunda Guerra Mundial, os Vigneusiens Maurice Charollais, Marcel e Stéphanie Guillet foram distinguidos pela sua humanidade a ponto de serem premiados com o título de Justo entre as nações. 
Interrompida pela Segunda Guerra Mundial e pela ocupação nazista no château de Bergeries, o crescimento foi retomado em 1955, com a construção da cidade castors Marion e depois durante a década de 1960, com os grandes conjuntos Bel-Air, Croix-Blanche em 1963, Oly  e Bergeries. Em 1945, o château des Bergeries hospedou a Escola militar de administração e depois a Escola nacional de polícia em 1989. Em 1951, a Air France comprou o château Dorgère antes de o vender em loteamentos. Em 1975, a prefeitura foi ampliada. Esta urbanização massiva continuou mais tarde com as cités Pierre à Mousseau em 1980, Louis-Armand em 1986 e Castins em 1991. 

### Geminação
Vigneux-sur-Seine tem desenvolvido associações de geminação com :
- Limavady (Reino Unido), em inglês Limavady, localizada a 954 km[16].
- Monção (Portugal), localizada a 1 224 km[17].
- Trojan (Bulgária), em búlgaro Троян, localizada a 1 840 km[18].

## Cultura e patrimônio

### Patrimônio ambiental
- O lago do Château Frayé
- O lago ou poço Montalbot
- O port Premier e a base de loisirs du Port aux Cerises

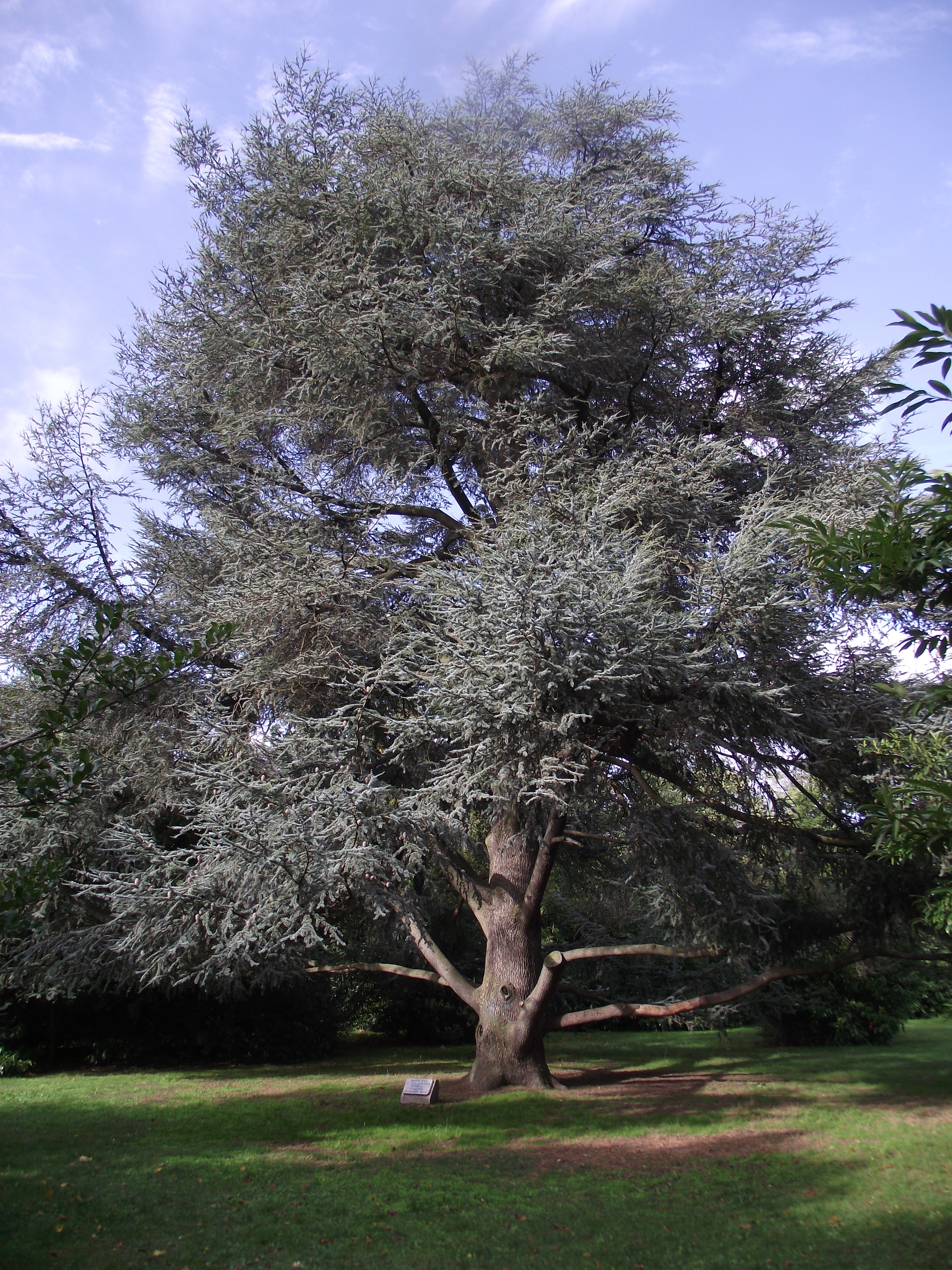
Um cedro azul do parc du Gros Buisson.
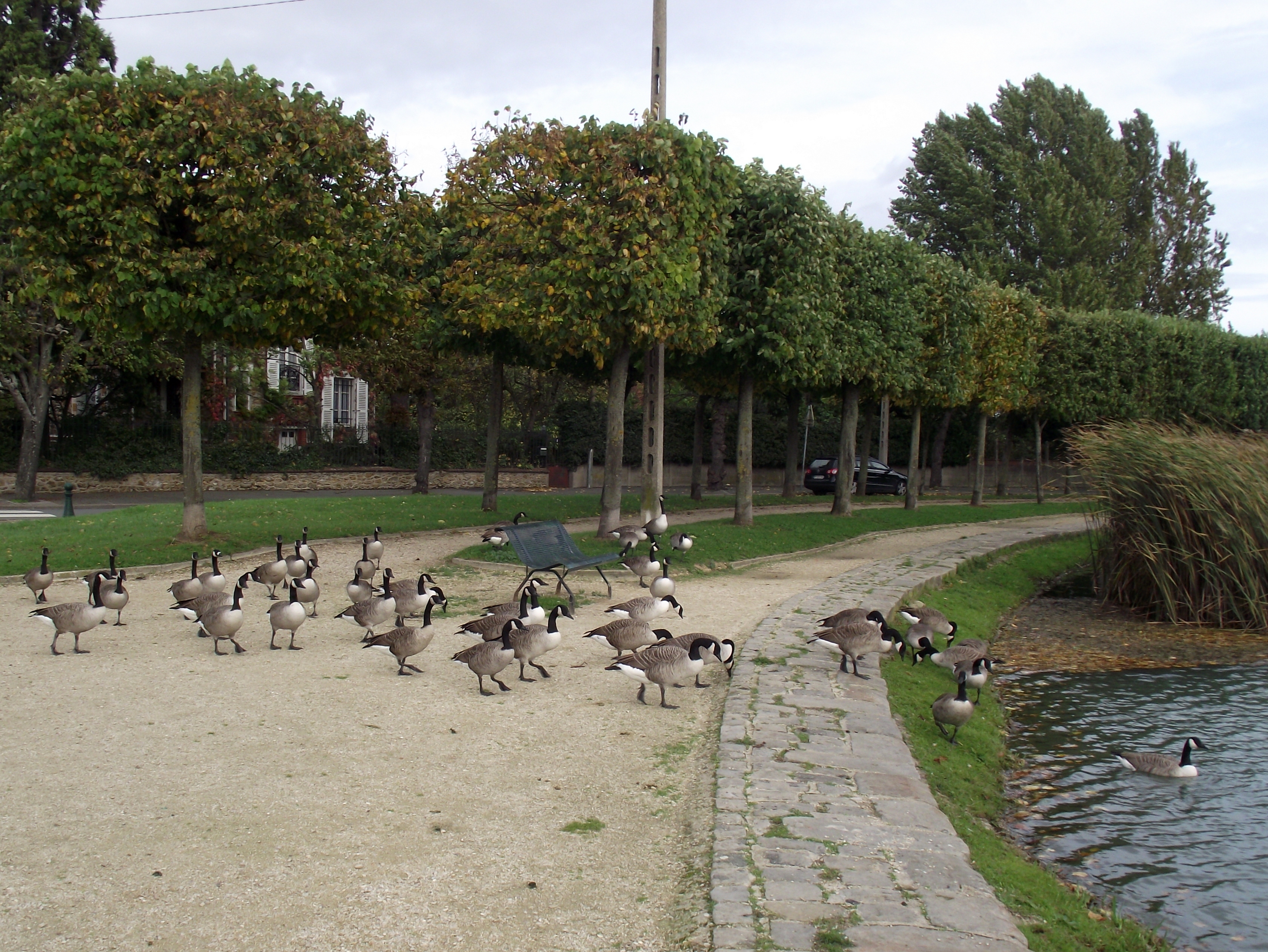
Gansos do Canadá no lac Frayé.

### Patrimônio arquitetônico
A pierre à Mousseau
A pedra Mousseau é um menir do período neolítico (entre 4000 e 2000 a.C.) no topo de quase três metros classificados nos monumentos históricos em 1889. Ela está localizada na área do port Premier.
O château de Dorgère
Rua Peter Marino, o castelo deve seu nome a um de seus ex-proprietários : Arlette Dorgère, atriz de variedades. É uma mansão do fim do século XIX, jogando sobre os contrastes entre diferentes tons de tijolo e pedra. Madame de Alphonse Daudet ali se hospedava a cada verão por outro proprietário do castelo, seu avô Sr. Lavoit.
O château de Courcel
Chemin de Courcel, o castelo homônimo é um edifício de tijolos e cascalho construído em 1878 por Georges Chodron de Courcel. Com um torreão e um parque, que hoje abriga um centro de lazer municipal.
O château des Acacias
O castelo das Acácias é uma mansão burguesa construída na década de 1860. Ele foi adquirida com o parque do Gros-Buisson adjacente pelo município para estabelecer a escola municipal de Artes plásticas.
A igreja Saint-Pierre
16 rue Jean-Corringer, a igreja de Saint-Pierre foi construída entre 1910 e 1935 no local de um primeiro local de culto datando do século XII demolido após a Revolução. Um sarcófago e alguns vestígios datado de suas origem foi revelado.

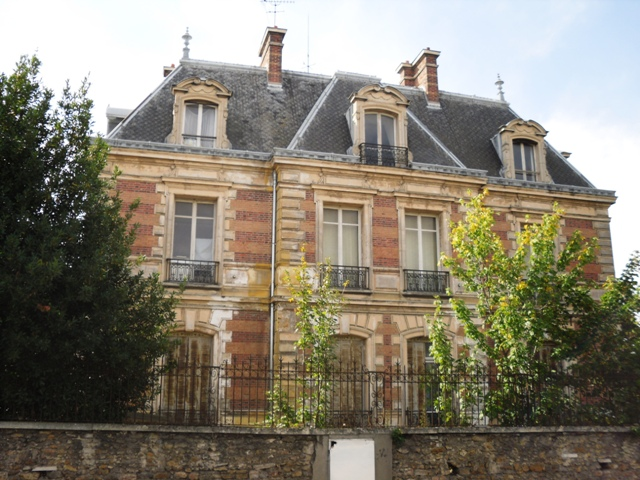
O château de Dorgère.
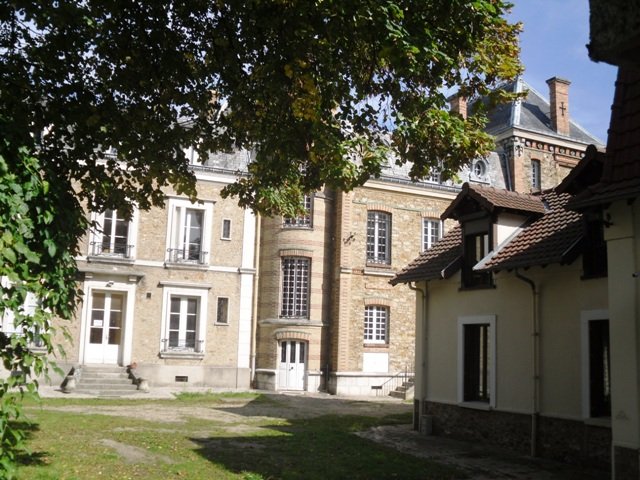
Porta do château de Courcel.
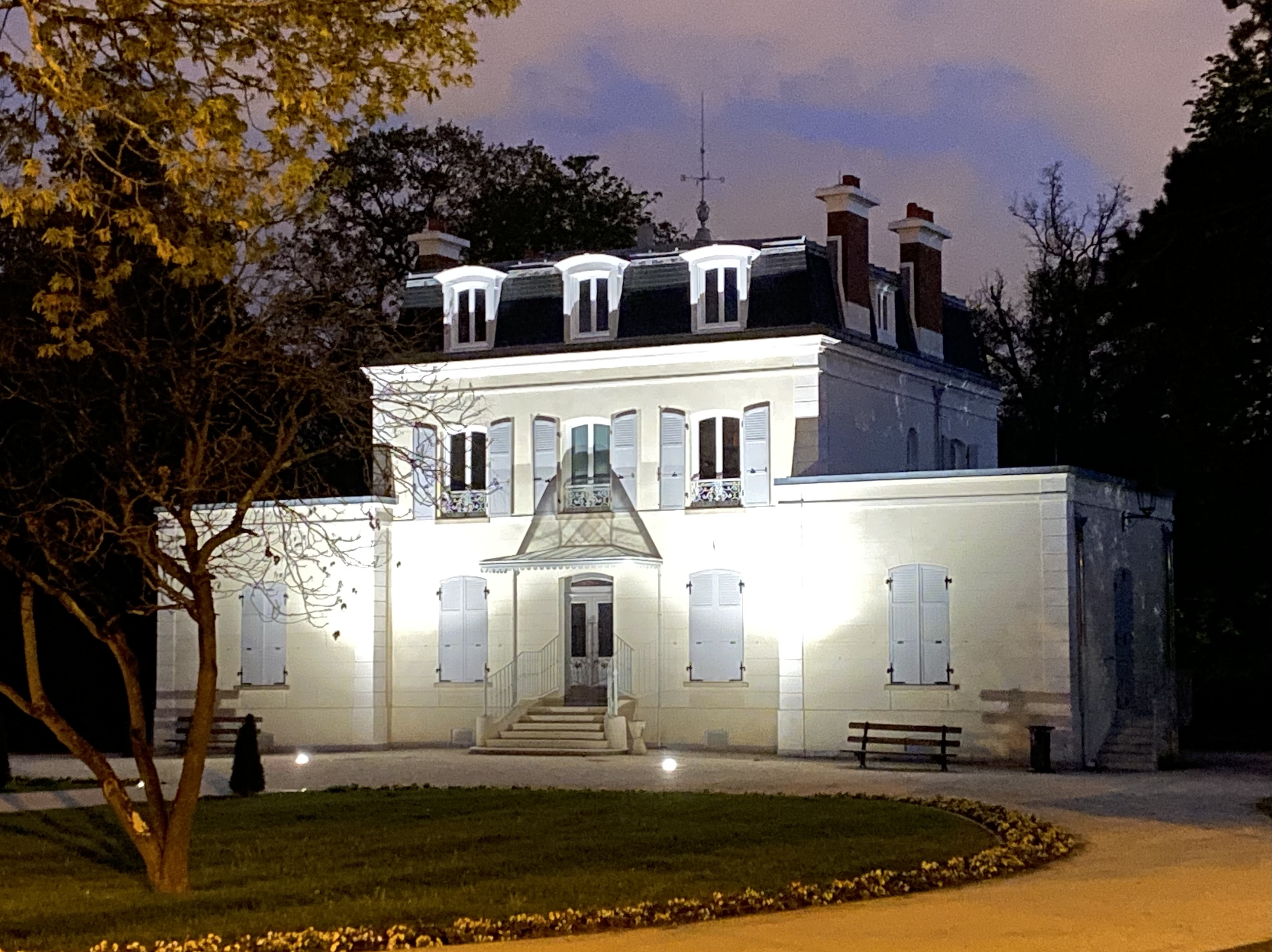
O château de Gros Buisson.

### Personalidades ligadas à comuna

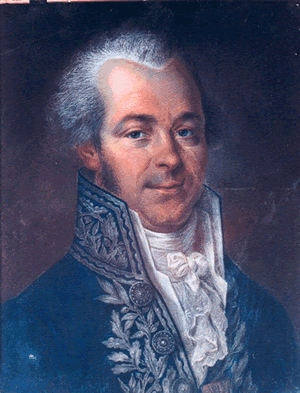
Charles Cochon de Lapparent.

- Charles Cochon de Lapparent (1750 - 1825), estadista, viveu ali.
- Arlette Dorgère (1880 - 1965), atriz e dançarina, viveu ali.
- Régis Ovion (1949 - ), ciclista, nasceu lá.
- Laurent Olivier (1982 - ), ciclista, viveu lá.
- Mehdi Taouil (1983 - ), jogador de futebol, viveu ali.